# سيد أبو حفيظة
سيد أبو حفيظة أو أبو حفيظة هو شخصية خيالية كوميدية مصرية يؤديها المذيع أكرم حسني، ظهرت أول مرة عام 2008 على قناة موجة كوميدي ببرنامج ساخر بعنوان نشرة أخبار الخامسة والعشرون وكان يتضمن البرنامج سخرية فكاهية على شكل نشرة أخبار وبعد ذلك جاء برنامج الكابوس على موجة كوميدي أيضا وهو النسخة الساخرة من برنامج سيرة حياة عمرو دياب (الحلم) ويتضمن البرنامج الكابوس سيرة أبو حفيظة بشكل ساخر كوميدي على منهج برنامج عمرو دياب الحلم، بعدها بفترة ظهر أبو حفيظة على قناة نايل كوميدي ببرنامج يدعى أسعد الله مساءكم وهي الكلمة التي كانت يفتتح بها دائما أبو حفيظة كلامه في نشرة أخبار الخامسة والعشرون.
لاقى البرنامج نجاحا كبيرا واستغل أكرم حسني هذا النجاح فجعل أبو حفيظة شخصية منتشرة فظهرت بعدة برامج مثل "100.6"، و"حدوتة بعد النوم"، ويقدم أكرم حسني اليوم أو أبو حفيظة على قناة إم بي سي مصر برنامج أسعد الله مسائكم من جديد"، وقدم الموسم الأول وحاليا الموسم الثاني يعرض على القناة ويلاقي نجاحا وتطور ملحوظ بالبرنامج عن ما كان عليه في نشرة أخبار الخامسة والعشرون.)

## المقدم
أكرم حسني هو إعلامي مصري وضابط شرطة سابق ولد يوم 10 سبتمبر عام 1974م خريج كلية الشرطة حيث كان يعمل ضابط عمليات خاصة في الأمن المركزي ثم استقال وتوجه للعمل في المجال الإعلامي فحصل على بكالوريوس الإعلام من جامعة القاهرة، كما حصل على دبلومتين في العلاقات العامة، هو متزوج ولديه ابنة وحيدة. عمل في البداية في إذاعة نجوم اف ام عن طريق مسابقة قامت بها المحطة تحت عنوان راديو استار وتم اختياره هو و19 آخرين لبدأ المسابقة وكان العضو المنتدب وقتها هو الإعلامي عمرو أديب وقد تجاوز الاختبارات واختير هو و4 آخرين لتكملة الطريق عن طريق اعطائهم فرصة برنامج لمدة شهر وكانت فكرته هي تركيب صوته على الموسيقى وهذه هي فكرة برنامجه إلا أنه لم ينجح واختير برنامج لشخص آخر وبعدها بشهر فوجئ باتصال من الإعلامي عمرو اديب يطلب منه تقديم برنامج لشركة موبينيل ومن ثم برنامج 30 لينكات الا أنه لم يلاقي النجاح المرغوب به.
كانت فكرة أبو حفيظة عن طريق أنه كان له صديق مخرج أثناء عمله في نجوم إف إم وكان يخبره في حال كتب الإفيهات التي يقولها ممكن أن يصنع بها برنامجا مهما ويكون ناجحا وكان يعمل هذا الصديق المخرج في «شركة جلوبال للإنتاج والتوزيع» وكانوا يحضرون لبرنامج عبارة عن اسكتشات كوميدية «لمبة شو» فاقترح عليه أن يكتب معهم بمشاركة آخرين، وكانت نشرة الأخبار جزء من فكرة المنتج أحمد فهمي ومحمد كوينه، ولكن عندما كانوا يكتبون الاسكتشات لمعت برأسهم فكرة أن النشرة يمكنها أن تصبح برنامجا مستقلا، فاقترح أكرم حسني وقتها على القائمين بالبرنامج فصل النشرة عن البرنامج «لمبة شو»، وقد كان له ما اراد وطلب منه أحمد فهمي أن يقدم النشرة فوافق على الامر وقد كان يفكر أكرم حسني وقتها في شكل كوميدي ليقدم به النشرة فبدأ هو وفريق العمل بالعمل على كتابة وتصميم الشخصية ففكر أكرم حسني وسأل نفسه ما هي صفات مقدم النشرة؟ ووجد أنه شخصية جذابة ولديه لغة عربية جيدة جدا وعندما نراه نحترمه، فقرر أن يعكس كل هذا، ويقول أنه في بداية رسمه لشخصية أبو حفيظة لم يكن أقرع كان بباروكة عالية مثل التي ارتداها أحمد زكي في فيلم حليم، فالشخصية كانت مرسومة لمدة سنتين ولكن وعلى حسب قوله لظروف إنتاجية وتوزيعية تم تأجيل الفكرة، وسبب تغير شكل أبو حفيظة إلى أقرع كانت عندما شاهد أكرم حسني فيلم «رمضان مبروك أبو العلمين حمودة» ووجد أن أبو حفيظة يشبه شخصية رمضان مبروك لذلك جعله أقرع حتى لا يقال أنه يقلد شخصية رمضان مبروك. أما عن الاسم فيقول أكرم حسني أنه كان له صديق ضابط يحكي له عن نوادره في القسم فكان سيد أبو حفيظة أحد الشخصيات التي كان يطاردها.
كان لبرنامج نشرة أخبار الخامسة والعشرون اقبال كبير، كان يبدأ البرنامج بجملة «اتعس الله مسائكم» وقد لاقت هذه الجملة انتقادات عديدة فتم استبدالها لاحقا بـ«أسعد الله مساءكم» وكان البرنامج ناجحا بشكل غريب مما ساعد على استمرار تجديد الشخصية ببرامج أخرى مثل الكابوس الذي كان يقدم على نفس القناة «موجة كوميدي» والذي كان يحمل النسخة الكوميدية من وثائقي الحلم الخاص بعمرو دياب.

## في وسائل الإعلام

### البرامج

#### أسعد الله مسائكم
هو الحقبة الثانية من نشرة أخبار الخامسة والعشرون كان يعرض على قناة نايل كوميدي ويمثل التطور عن النشرة في هذا البرنامج صار له استوديو خاص اوسع بكثير وصار أبو حفيظة يتحرك من هنا إلى هناك ويقدم عروضا حية بدلا من المصورة وبدلا من جلوسه على هيئة نشرة وجاء اسم البرنامج من الكلمة الافتتاحية المشهورة له «أسعد الله مساءكم»

#### أسعد الله مساءكم من جديد
هي الحقبة الثانية من أسعد الله مساءكم انتقل أكرم بشخصية أبو حفيظة إلى إم بي سي مصر ولاقى نجاحا كبيرًا فلقد أصبح أبو حفيظة هذه المرة يظهر بشخصيته الحقيقية في فيديوهات مصورة مضحكة عن موضوع الحلقة سواء كانت أغنية ساخرة أو تجسيد لفيلم بشكل محاكي للحلقة ساخر كوميدي وتجلس شخصية أبو حفيظة على كرسي ويتكلم ويقدم فيديوهاته بشكل رائع وكان السبب بالنجاح هذه المرة هي الأغاني المضحكة والفيدوهات المصورة التي تجهشك بالبكاء من كثرة الضحك والاسكريبت الخاص بالحلقة تحسن بشكل ملحوظ كما صار يتناول بشكل اوضح المشاكل السياسية والشخصيات السياسية والمشاكل الاقتصادية والأحداث الرائجة ويستمر البرنامج الآن بالعرض في موسمه الثاني على التوالي على قناة إم بي سي مصر.